# Селище імені Свердлова
імені Свердлова (рос. имени Свердлова) — міське селище у Всеволожському районі Ленінградської області Російської Федерації.
Населення становить 11 445 осіб. Належить до муніципального утворення Свердловське міське поселення.

## Історія
Від 1 серпня 1927 року належить до Ленінградської області.

## Населення
| 1989    | 1997  | 2002  | 2006  | 2009    | 2010    | 2012    |
| ------- | ----- | ----- | ----- | ------- | ------- | ------- |
| 8905    | ↗9400 | ↘9197 | ↘9100 | ↘9046   | ↗9260   | ↗9303   |
| 2013    | 2014  | 2015  | 2016  | 2017    | 2018    | 2019    |
| ↗9488   | ↗9936 | ↘9804 | ↘9783 | ↗10 162 | ↗10 641 | ↗11 099 |
| 2020    |       |       |       |         |         |         |
| ↗11 445 |       |       |       |         |         |         |